# Ugelbølle
Ugelbølle er en by på Djursland med 1.483 indbyggere  (2024). Ugelbølle er beliggende to kilometer vest for Følle og fire kilometer vest for Rønde. Fra Ugelbølle er der 27 kilometer til Aarhus centrum, 24 kilometer til Ebeltoft og 39 kilometer til Grenaa. Der er 15 kilometer til Aarhus Airport Tirstrup.
Ugelbølle er en kystnær pendlerby til Aarhus under udbygning med flere boligområder opstået efter år 2000. Byen ligger tæt på motorvej og motortrafikvejen, Djurslandsmotorvejen, med direkte forbindelse til Aarhus fra nord. Byen har en skole og et industriområde.
Ugelbølle ligger i Syddjurs Kommune (tidligere Mørke Sogn og Rønde Kommune) i Region Midtjylland og hører til Bregnet Sogn. Ugelbølle Ejerlav blev overført fra Mørke Sogn til Bregnet 1. oktober 1980. Området er højt beliggende, tæt på strand og skov og med udsigt over Mols Bjerge, Kalø Vig og Aarhus Bugt.

## Historie
Ugelbølles historie starter omkring 1860’erne, hvor den første købmand kommer til byen. Dette sker i 1868, da købmand Møller åbner en butik på den nuværende Damvej, centralt i landsbyen. Da der kommer en købmand på Østergaardsvej i 1893 og senere én på hjørnet af Ryomvej og Aarhusvej i 1895, forsvinder købmanden på Damvej. Købmanden på hjørnet er den sidste, der drejer nøglen om i 1990’erne, hvor supermarkederne i Rønde, den økonomiske situation og de nye transportmuligheder får købmand Kahr til at være den hidtil sidste købmand i Ugelbølle.
I 1870’erne – få år efter købmand Møller åbner dørene – bygger borgerne og landmændene ”Den Gamle Skole” ved Overgaard på Overgårdsvej. Navnet er dog først kommet senere, da der har været skoler i Ugelbølle siden senest 1784. Skolen drives indtil 1936, da der efter fem års planer fra 1931 i Mørke Sogn, som Ugelbølle tilhørte dengang, åbner en ny skole på Aarhusvej. Skolen udvides over flere gange og 24. januar 1981 åbner tunnelen under Aarhusvej, der bliver mere og mere trafikeret. Efter flere år med trusler om lukning kommer Ugelbølle ind i en vækstperiode i midten af det 20. århundrede og skolen fortsætter med årgange fra 0.-6. klasse frem til 2009, hvor den bliver lukket. Den er siden fortsat som en børnehave, kaldet Uglen. Året senere åbner Ugelbølle Friskole på Langkær, der fortsætter traditionen med syv klassetrin fra 0. til 6. klasse.
I 1894 får Ugelbølle også et forsamlingshus. Dette bliver bygget på Overgårdsvej, centralt i det daværende, såvel som det nuværende Ugelbølle. Byggeriet blev gjort af landmænd i en periode, hvor forsamlingshuse skød op mange steder i landet – ikke mindst på Djursland. Byggeriet blev startet af bl.a. brødrene Udengaard, der havde ikke blot én, men tre efterfølgende generationer i bestyrelsen. At det har været hyggeligt, vidner ikke mindst vurderingen af Rasmus Rasmussen om, der siger: ”Jeg synes ikke, der var noget spændt forhold mellem folk i Følle og Ugelbølle, som man hørte, der var mange andre steder, hvor to småbyer med opland ligger tæt på hinanden. Men uden at det gav anledning til stridigheder, synes jeg nok, at folk i Ugelbølle holdt mere sammen end dem i Følle. Det kom sig vel af, at man i Ugelbølle havde et forsamlingshus.”. Forsamlingshuset har haft mange foreninger og traditioner, men er i dag mest kendt for Ugelbølledagen – afholdes 3. lørdag i august hvert år – samt fakkeloptoget nytårsaftensdag.
Med skole, købmand og forsamlinghus vokser landsbyen sig snart stor. Landmandsbefolkningen bliver snart i undertal i forhold til byfolk, da antal landmænd på en enkelt generation falder fra 36 til syv, heraf kun to med besætning. ”[…] den tidligere frugtbare vekselvirkning mellem land og by er ophørt til fordel for en ensidig påvirkning fra by til land,” så gårdejer E. Skovlund Sørensen. I dag er der stadig marker både med og uden besætning i og omkring Ugelbølle – selvom der dog er udstykket grunde på flere af dem de sidste årtier.
Ugelbølle har også tidligere været indehaver af en mølle og gennem mange år restauranten Møllerens Hus, der støder op til golfbanen og var et hyppigt ”19. hul” for spillerne. Møllen stod i næsten 100 år fra 1860-1952.
Ugelbølle er i dag i kraftig udvikling og har været det de sidste årtier. På de ti første år siden kommunalreformens ikrafttrædelse i 2007 er indbyggertallet steget med 20 %.

## Ugelbølle Landsbyråd
Som mange andre distrikter og landsbyer i Danmark, har Ugelbølle et distriktsråd, Ugelbølle landsbyråd. Det holder generalforsamling hvert år den første mandag i marts måned i Forsamlingshuset, der holder generalforsamling i forlængelse heraf. Nuværende landsbyrådsformand er købmand i Meny Rønde, Rene Sønderby Povlsen.

## Ugelbølle Parklaug
I 2014 oprettede borgerne i Ugelbølle Parklauget. Parklauget har til opgave at vedligeholde Ugelbølle Park, der er beliggende ved siden af Ugelbølle Friskole. Fra den stiftende generalforsamlings vedtægter kan det ses, at ”Laugets formål er at virke for anlæggelse af det udarbejdede landskabs- og beplantningsprojekt for det offentligt ejede område defineret ved Lokalplan 60 som delområde V […].

## Virksomheder
Ugelbølle har en række virksomheder – herunder frisør Udengaard, fotograf Jane Bay, Syddjurs Bilsyn samt H. C. Andersen Festfyrværkeri A/S. Desuden ligger der på kanten til Ugelbølle Kalø Golf Club og den tilstødende Café på Toppen. Tilstødende til golfklubben ligger det tidligere nævnte Møllerens Hus.

## Natur
Ugelbølle ligger 5 km fra Nationalpark Mols, der begynder ved Bregnet kirke - kirken for det sogn, Ugelbølle ligger i. Det bakkede landskab gør sig også gældende i Ugelbølle og giver et alsidigt terræn med mange udkigsposter. Der er fra mange steder i byen udsigt over både Rønde, Mols Bjerge, Aarhus Bugt og Løgten-Skødstrup. Der er flere ruter at gå i landsbyen og oplandet, hvor flere forslag kan findes på landsbyrådets hjemmeside.

## Sommerhusområde
Ugelbølle ligger blot 1 kilometer fra stranden og har et stort sommerhusområde, der ligger mellem byen og stranden syd for byen. Der er desuden også et strandcamping-område, med under 500 meter til nærmeste bådelaug .